# Championnats d'Europe de roller de vitesse 2002
Navigation
Édition précédente Édition suivante
Les championnats d'Europe de roller course 2002, ont lieu du 26 juillet au 2 août 2002 à Valence et Grenade-sur-l'Adour, en France.

## Podiums

### Femmes
| Épreuves           | Or                                                     | Argent                                                   | Bronze                                           |
| Piste              | Piste                                                  | Piste                                                    | Piste                                            |
| ------------------ | ------------------------------------------------------ | -------------------------------------------------------- | ------------------------------------------------ |
| 300 m              | Valentina Belloni                                      | Estelle Flourens                                         | Eva Lizarraga                                    |
| 500 m sprint       | Valentina Belloni                                      | Aurélie Bohrer                                           | Estelle Flourens                                 |
| 1 500 m sprint     | Sandra Gómez                                           | Angèle Vaudan                                            | Melanie Bayrhof                                  |
| 3 000 m            | Sheila Herrero                                         | Nuria Torres                                             | Caroline Boué                                    |
| 5 000 m            | Sheila Herrero                                         | Elena Ciavattini                                         | Nathalie Barbotin                                |
| 10 000 m           | Nathalie Barbotin                                      | Sheila Herrero                                           | Caroline Lagrée                                  |
| 1 400 m par équipe | France Nathalie Barbotin Angèle Vaudan Caroline Lagrée | Italie Alessandra Susmeli Laura Lardani Elena Ciavattini | Espagne Sheila Herrero Sandra Gómez Nuria Torres |
| 5 000 m par équipe | Italie Alessandra Susmeli Laura Lombardo Laura Lardani | Espagne Vanesa Samanes Sandra Gómez Eva Lizarraga        | Belgique Wendy Vallons Ann Thijs Vanessa Derous  |
| Route              |                                                        |                                                          |                                                  |
| 300 m              | Valentina Belloni                                      | VTijn Ponjee                                             | VEva Lizarraga                                   |
| 500 m              | Valentina Belloni                                      | Britta Vantournhout                                      | Eva Lizarraga                                    |
| 1 500 m            | Sandra Gómez                                           | Alessandra Susmeli                                       | Laura Lombardo                                   |
| 3 000 m            | Laura Lardani                                          | Sheila Herrero                                           | Laura Lombardo                                   |
| 5 000 m            | Laura Lombardo                                         | Sheila Herrero                                           | Nathalie Barbotin                                |
| 10 000 m           | Alessandra Susmeli                                     | Laura Lombardo                                           | Sheila Herrero                                   |
| 5 000 m par équipe | Belgique Ann Thijs Britta Vantournhout Vanessa Derous  | France Angèle Vaudan Caroline Lagrée Nathalie Barbotin   | Pays-Bas Anka Greving Elma de Vries Tijn Ponjee  |
| Longue distance    |                                                        |                                                          |                                                  |
| 42 195 m           | Laura Lombardo                                         | Laura Lardani                                            | Alessandra Susmeli                               |

### Hommes
| Épreuves            | Or                                                         | Argent                                                | Bronze                                                         |
| Piste               | Piste                                                      | Piste                                                 | Piste                                                          |
| ------------------- | ---------------------------------------------------------- | ----------------------------------------------------- | -------------------------------------------------------------- |
| 300 m               | Gregorio Duggento                                          | Claudio Lombardi                                      | Thomas Boucher                                                 |
| 500 m sprint        | Thomas Boucher                                             | Wouter Hebbrecht                                      | Francois Huguen                                                |
| 1 500 m sprint      | Thomas Boucher                                             | Garikoitz Lerga                                       | Iván Posada                                                    |
| 5 000 m             | Luca Presti                                                | Garikoitz Lerga                                       | Benjamin Zschätzsch                                            |
| 10 000 m à points   | Matteo Amabili                                             | Garikoitz Lerga                                       | Benjamin Zschätzsch                                            |
| 20 000 m            | Francesco Zangarini                                        | Luca Presti                                           | Pierdavide Romani                                              |
| 1 400 m par équipe  | Italie Francesco Zangarini Pierdavide Romani Guido Cicconi | France Pierre Sohier Julien Despaux Richard Deniaud   | Espagne Eugenio Landete Garikoitz Lerga Kepa Caballero         |
| 10 000 m par équipe | Italie Luca Presti Pierdavide Romani Francesco Zangarini   | France Lionel Maillard Francois Huguen Thomas Boucher | Espagne Ronan Sánchez Garikoitz Lerga Iván Posada              |
| Route               |                                                            |                                                       |                                                                |
| 300 m               | Gregorio Duggento                                          | Matthias Schwierz                                     | Thomas Laetsch                                                 |
| 500 m               | Pascal Briand                                              | Luca Presti                                           | Thomas Laetsch                                                 |
| 1 500 m             | Pascal Briand                                              | Francesco Zangarini                                   | Baptiste Grandgirard                                           |
| 5 000 m             | Luca Presti                                                | Franck Cardin                                         | Pierdavide Romani                                              |
| 10 000 m à points   | Pierdavide Romani                                          | Garikoitz Lerga                                       | Franck Cardin                                                  |
| 20 000 m            | Pierdavide Romani                                          | Baptiste Grandgirard                                  | Benjamin Zschätzsch                                            |
| 10 000 m par équipe | France Baptiste Grandgirard Franck Cardin Pascal Briand    | Italie Guido Cicconi Luca Presti Francesco Zangarini  | Allemagne Benjamin Zschätzsch Daniel Zschätzsch Nico Wieduwilt |
| Longue distance     |                                                            |                                                       |                                                                |
| 42 195 m            | Franck Cardin                                              | Fabien Rabeau                                         | Arnaud Gicquel                                                 |

## Tableau des médailles
- Pays organisateur

| Rang  | Nation    | Or | Argent | Bronze | Total |
| ----- | --------- | -- | ------ | ------ | ----- |
| 1     | Italie    | 19 | 10     | 5      | 34    |
| 2     | France    | 8  | 9      | 10     | 27    |
| 3     | Espagne   | 4  | 9      | 8      | 21    |
| 4     | Belgique  | 1  | 2      | 1      | 4     |
| 5     | Allemagne | 0  | 1      | 7      | 8     |
| 6     | Pays-Bas  | 0  | 1      | 1      | 2     |
| Total | Total     | 32 | 32     | 32     | 96    |

## Sources
- Résultats des Championnats d'Europe, sur le site rollersisters.com.